# Meitetsu

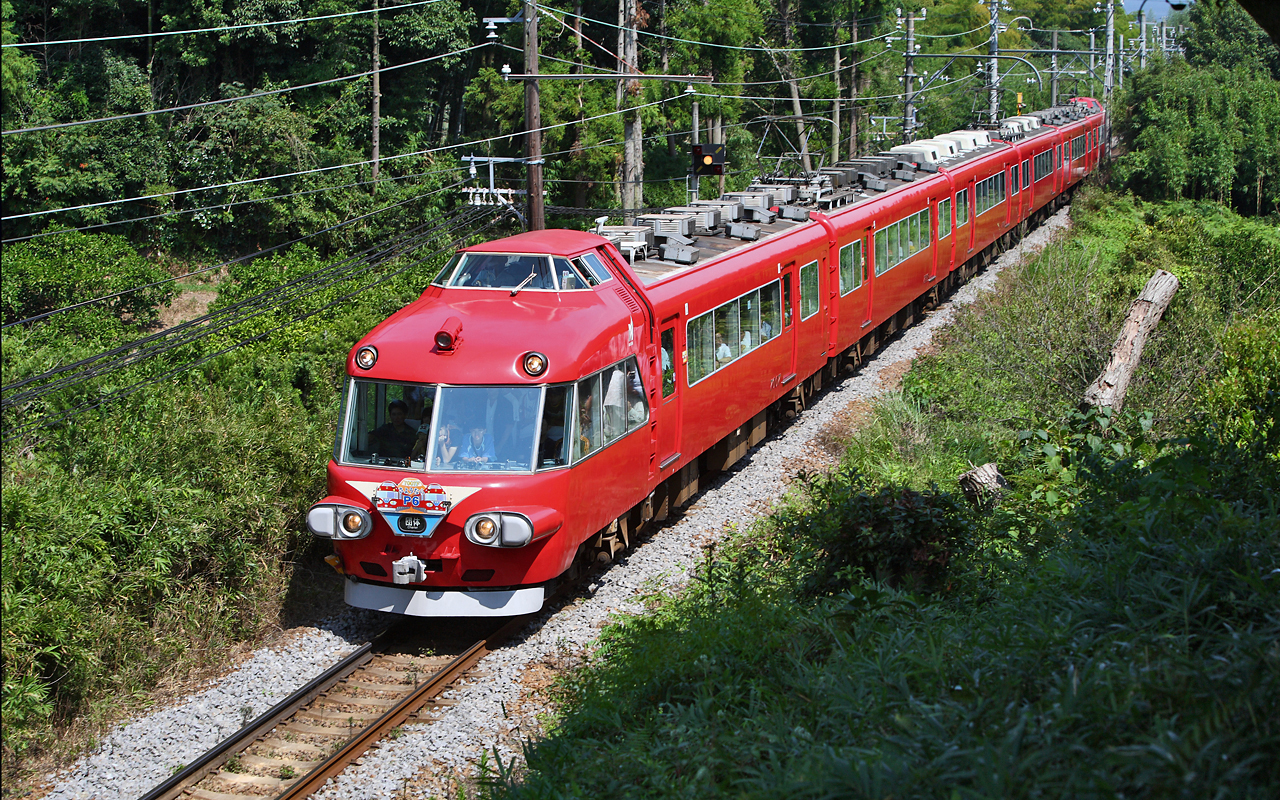
Pociąg Meitetsu 7000 series "Panorama Car"

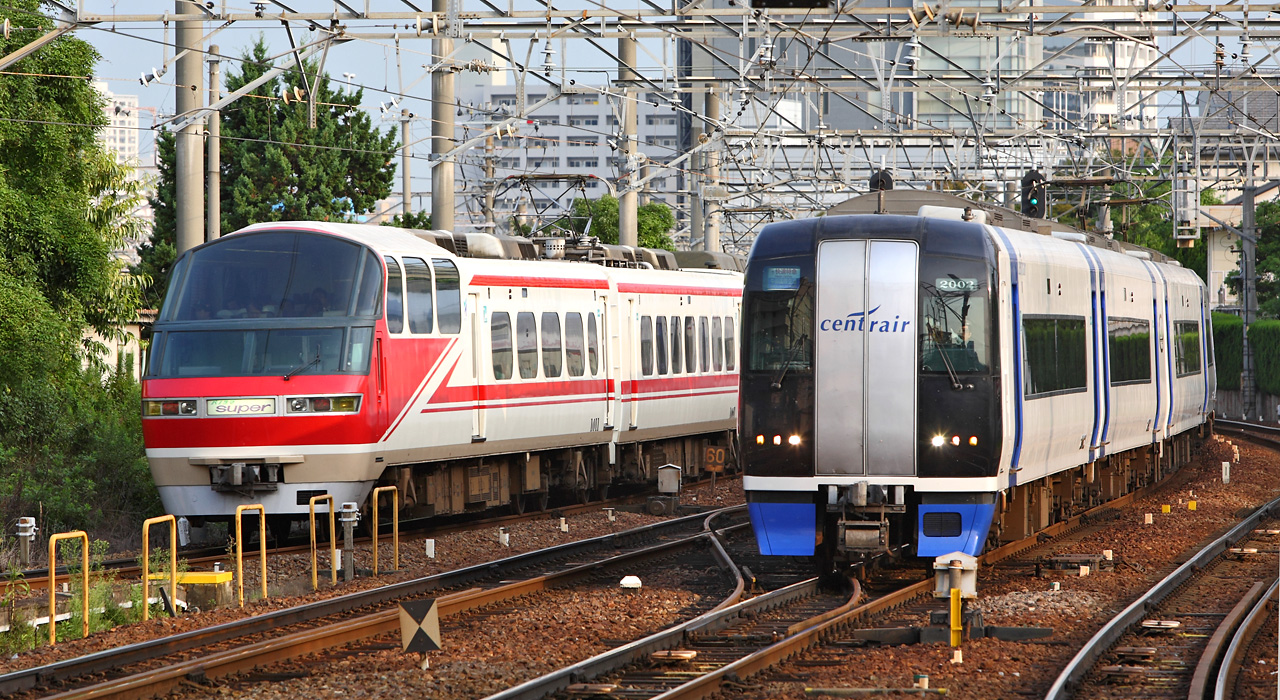
Pociąg "Panorama Super" (z lewej) & pociąg "Airport μ-Sky" (z prawej)

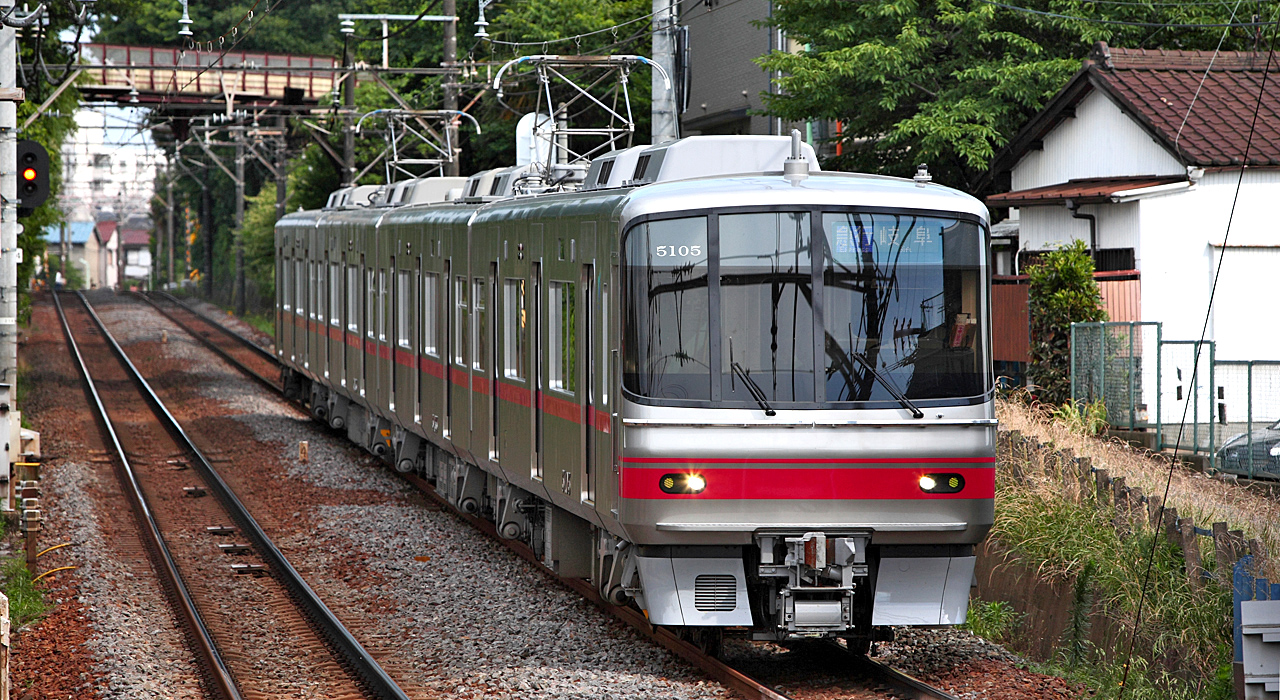
Pociąg dojazdowy Meitetsu 5000 series

Schemat sieci pociągów przyspieszonych Meitetsu

Nagoya Railroad Co., Ltd. (jap. 名古屋鉄道株式会社 Nagoya Tetsudō Kabushiki-gaisha), znana szerzej jako Meitetsu (jap. 名鉄) – spółka kolejowa świadcząca przewozy na terenie prefektur Aichi i Gifu w Japonii. Firma jest drugim najstarszym operatorem kolei elektrycznej w Japonii. Słynna między innymi z pociągów typu "Panorama Car" i "Panorama Super" oferujących widok panoramiczny przez szerokie przednie okno.

## Historia
Oryginalnie koleje zostały założone jako "Aichi Basha Tetsudo" 25 czerwca 1894 roku. Działalność przewozową rozpoczęły w 1898 roku jako druga kolej elektryczna w kraju.
Spółka pod obecną nazwą utworzona została 13 czerwca 1921 roku.

### Skrócone kalendarium[3]
- czerwiec 1894 - założenie "Aichi Basha Tetsudo".
- czerwiec 1896 - zmiana nazwy na "Nagoya Denki Tetsudo".
- maj 1898 - otwarcie pierwszej linii kolejowej (2,2 km).
- listopad 1911 - utworzenie spółki "Aichi Denki Tetsudo".
- czerwiec 1921 - utworzenie spółki pod obecną nazwą.
- sierpień 1922 - przeniesienie linii miejskich do miasta Nagoja.
- kwiecień 1925 - otwarcie Parku Rozrywki Inuyama.
- kwiecień 1928 - początek obsługi komunikacji autobusowej.
- sierpień 1941 - otwarcie stacji Nowa Nagoja.
- maj 1948 - otworzona zostaje bezpośrednia linia z Gifu do Toyohashi.
- czerwiec 1961 - debiut pociągów typu "Panorama Car".
- marzec 1962 -ukończenie budowy kolei jednoszynowej w Inuyamie.
- marzec 1965 - otwarcie Muzeum Meiji-Mura.
- czerwiec 1967 - otwarcie terminalu autobusowego Meitetsu.
- sierpień 1978 - wydłużenie Linii Seto do centrum Nagoi.
- lipiec 1979 - otwarcie Linii Toyota.
- kwiecień 1980 - otwarcie Minami-chita Beach Land.
- grudzień 1982 - otwarcie Nowej Linii Hashima.
- czerwiec 1983 - zatrudnienie żeńskiego personelu (konduktorek) do obsługi pociągów "Panorama Car".
- październik 1983 - otwarcie Centrum Kultury Atsuta no Mori.
- kwiecień 1987 - otwarcie Muzeum Sztuki Sugimoto.
- kwiecień 1989 - oddanie do użytku szpitala Meitetsu Hospital.
- lipiec 1989 - zakończenie renowacji dworca Kanayama, głównego węzła komunikacyjnego Nagoi.
- sierpień 1990 - pociągi na Głównej Linii Nagoja osiągają 120 km/h.
- czerwiec 1994 - otwarcie Biblioteki Podręcznej Meitetsu.
- październik 1997 - utworzenie  Meitetsu Restaurant.
- styczeń 2005 - otwarcie Linii Lotniskowej do nowego portu lotniczego w Nagoi.

## Obsługiwane linie

### Kolejowe
Meitetsu obsługuje 19 linii kolejowych:
| Dyrekcja        | Nazwa                       | Nazwa oryginalna | Stacje końcowe                          | Długość (km) |
| --------------- | --------------------------- | ---------------- | --------------------------------------- | ------------ |
| Główna          | ■ Główna Linia Nagoja       | 名古屋本線       | Toyohashi - dworzec Gifu                | 99,8         |
| Gifu Zach.      | ■ Linia Hashima             | 羽島線           | Shin Hashima - Egira                    | 1,3          |
| Gifu Zach.      | ■ Linia Takehana            | 竹鼻線           | Kasamatsu - Egira                       | 10,3         |
| Gifu Zach.      | ■ Linia Bisai               | 尾西線           | Yatomi - Tamanoi                        | 30,9         |
| Gifu Zach.      | ■ Linia Tsushima            | 津島線           | Sukaguchi - Tsushima                    | 11,8         |
| Gifu Wsch.      | ■ Linia Kakamigahara        | 各務原線         | dworzec Gifu - Shin-Uma                 | 17,6         |
| Gifu Wsch.      | ■ Linia Inuyama1            | 犬山線           | skrzyżowanie Biwajima - Shin-Uma        | 26,8         |
| Gifu Wsch.      | ■ Linia Hiromi              | 広見線           | Inuyama - stacja kolejowa Mitake (Gifu) | 22,3         |
| Toyohashi Zach. | ■ Linia Chikkō              | 築港線           | Ōe - Higashi Nagoyako                   | 1,5          |
| Toyohashi Zach. | ■ Linia Tokoname            | 常滑線           | Jingū-mae - Tokoname                    | 29,3         |
| Toyohashi Zach. | ■ Linia Lotniskowa Meitetsu | 空港線           | Tokoname - Port lotniczy Chūbu (Nagoja) | 4,2          |
| Toyohashi Zach. | ■ Linia Kōwa                | 河和線           | Ōtagawa - Kōwa                          | 28,8         |
| Toyohashi Zach. | ■ Nowa Linia Chita          | 知多新線         | Fuki - Utsumi                           | 13,9         |
| Toyohashi Wsch. | ■ Linia Toyota1             | 豊田線           | Umetsubo - Akaike                       | 15,2         |
| Toyohashi Wsch. | ■ Linia Mikawa              | 三河線           | Sanage - Hekinan                        | 39,8         |
| Toyohashi Wsch. | ■ Linia Nishio              | 西尾線           | Nowe Anjō - Kira Yoshida                | 24,7         |
| Toyohashi Wsch. | ■ Linia Gamagōri            | 蒲郡線           | Kira Yoshida - Gamagōri                 | 17,6         |
| Niezależne      | ■ Linia Seto                | 瀬戸線           | Sakaemachi - Owari Seto                 | 20,6         |
| Niezależne      | ■ Linia Komaki2             | 小牧線           | Kamiiida - Inuyama                      | 20,4         |

1 Przechodzenie pociągów na/z metra ■ Linia Tsurumai

2 Przechodzenie pociągów na/z metra ■ Linia Kamiiida

### Tramwajowa
Spółka obsługuje jedną linię tramwajową:
■ Linia Toyokawa (豊川線) Stacja Kō - Toyokawa-Inari

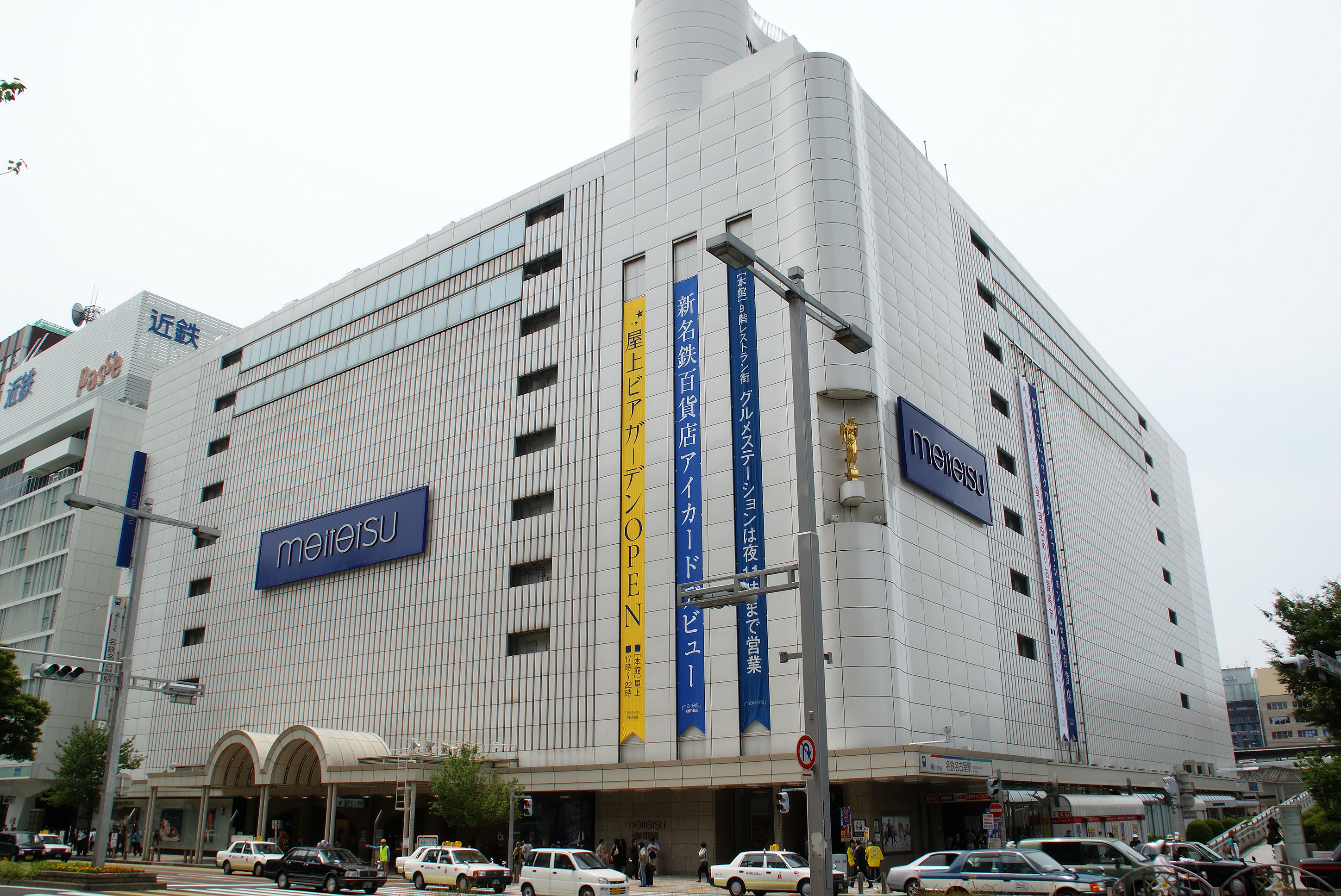
dom handlowy Meitetsu

## Działalność pozakolejowa grupy Meitetsu
- Szpital: Meitetsu Hospital.
- Jest właścicielem hoteli: Meitetsu Grand Hotel oraz Centrair Hotel.
- Prowadzi działalność kulturalną, m.in.: Muzeum Meiji-Mura, The Little World Museum of Men, Centrum Kultury Atsuta no Mori.
- Prowadzi dom handlowy Meitetsu.
- Posiada restauracje Meitetsu Restaurant.